# Sveinn Pálsson
Sveinn Pálsson, född 25 april 1762 i Skagafjarðarsýsla, död 23 april 1840, var en isländsk naturforskare och läkare.
Sveinn blev student 1782, vistades 1787–1791 i Köpenhamn, publicerade 1789–1790 flera avhandlingar i en isländsk tidskrift och återvände till Island för att undersöka landet och dess djur- och växtvärld. I fyra år bereste han landet och fick trots bristfällig utrustning och ringa understöd utomordentligt mycket uträttat. 
Utdrag ur Sveinns dagböcker för åren 1791–1792 är tryckta i Naturhistorieselskabets skrifters andra och tredje band; den norske geologen Amund Helland utgav en del av hans Beskrivelse af de islandske Isbjerge och Tillæg til Beskrivelserne over Vulkanudbrudet 1783 (i "Den norske Turistforenings Aarbog" 1882–1883), skrifter som visar, att Sveinn var en framstående naturforskare, som först av alla löste flera frågor angående de isländska isbergen. 
Åren 1799–1833 var Sveinn distriktsläkare i sydöstra Island. Han publicerade olika mindre avhandlingar i danska och isländska tidskrifter och dessutom översättningar av några populära naturvetenskapliga böcker, men sina vetenskapliga skrifter kunde han inte få tryckta. Han författade även två utmärkta biografier, den ena över landsläkare Bjarni Pálsson, den andra tillsammans med Bjarni Thorsteinsson över konferensråd Jón Eiríksson.